# Holzheim (Dillingen an der Donau járás)
Holzheim település Németországban, azon belül Bajorországban. Lakosainak száma 3765 fő (2023. december 31.).

## Népesség
A település népessége az elmúlt években az alábbi módon változott:
| Lakosok száma | 678  | 923  | 1573 | 3240 | 3720 | 3648 | 3657 | 3630 | 3680 | 3765 |
|               | 1875 | 1950 | 1975 | 1987 | 2012 | 2014 | 2016 | 2017 | 2021 | 2023 |